# Letovica
Letovica (cyr. Летовица) – wieś w Serbii, w okręgu pczyńskim, w gminie Bujanovac. W 2002 roku liczyła 1126 mieszkańców.